# Перстач Борнмюллера
Перстач Борнмюллера (Potentilla bornmuelleri) — вид квіткових рослин родини трояндових (Rosaceae).

## Поширення
Зростає на півдні Європи: Болгарія, Румунія.